# Virginia Cavaliers

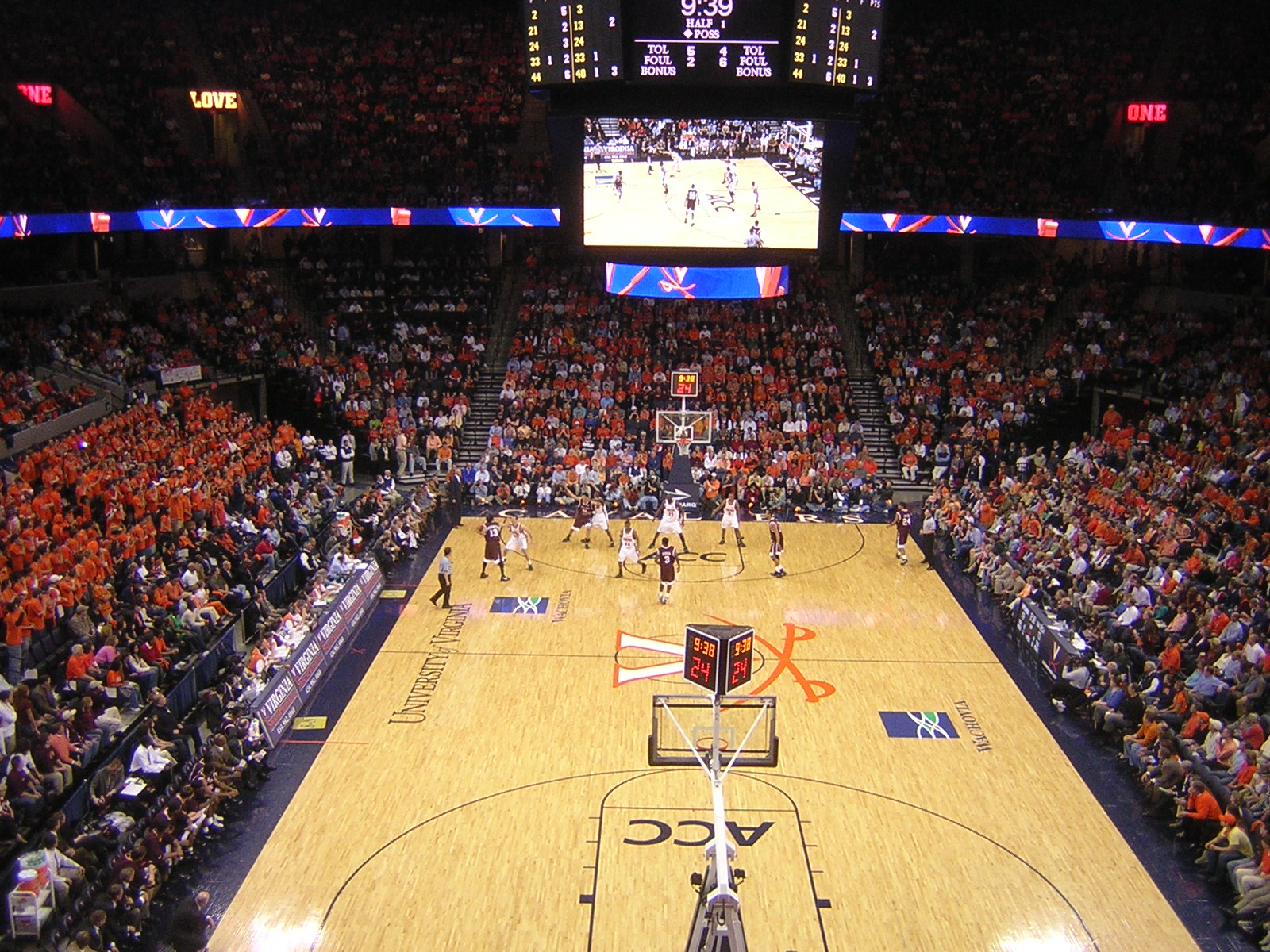
Partido de baloncesto masculino entre Virginia y Virginia Tech.

Virginia Cavaliers (español: Caballeros de Virginia) es la denominación que reciben los equipos deportivos de la Universidad de Virginia en Charlottesville, Virginia. Los Cavaliers participan en las competiciones universitarias organizadas por la NCAA, y forman parte de la Atlantic Coast Conference. 

## Baloncesto

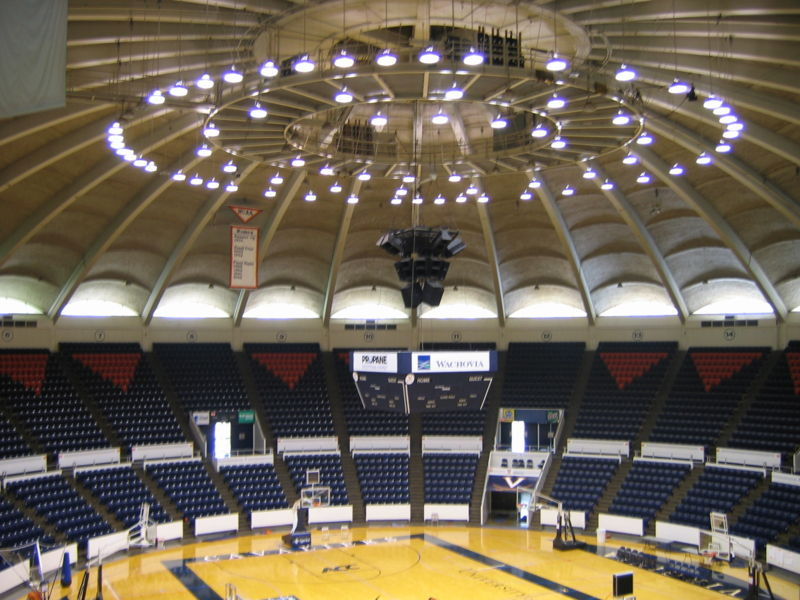
Imagen del mítico University Hall

En la primavera de 2006, el veterano University Hall dejó paso al nuevo John Paul Jones Arena como cancha principal de los equipos de baloncesto de Virginia. 
El equipo masculino ha llegado a la Final Four en tres ocasiones, en 1981, 1984 y 2019, ganando la final en 2019 contra los Texas Tech Red Raiders. También ha ganado 2 campeonatos de la NIT.
Destacados baloncestistas como Ralph Sampson, Olden Polynice, Rick Carlisle y Bryant Stith estudiaron en esta universidad.
El equipo femenino se ha clasificado 3 veces para la Final Four.

## Lacrosse
El conjunto masculino de lacrosse ha ganado el campeonato nacional en los años 1952, 1970, 1972, 1999, 2003, 2006 y 2011, aunque la NCAA no reconoce los títulos de 1952 y 1970, mientras que el femenino lo ha conseguido en 1991, 1993 y 2004. Además, el programa masculino logró en 2006 el mejor récord en una temporada, finalizando 17-0.

## Fútbol
El equipo de fútbol masculino es uno de los más importantes del país. Ha ganado en 7 ocasiones el campeonato nacional de fútbol de la División I de la NCAA (1989, 1991, 1992, 1993, 1994, 2009 y 2014). Algunos futbolistas destacados que jugaron en Virginia son Tony Meola, Claudio Reyna, Jeff Agoos y John Harkes.

## Campeonatos nacionales
- Masculinos (19)
  - Fútbol (7):  1989, 1991, 1992, 1993, 1994, 2009, 2014
  - Lacrosse (5):  1972, 1999, 2003, 2006, 2011
  - Tenis  (4):  2013, 2015, 2016, 2017
  - Baloncesto (1): 2019
  - Béisbol (1): 2015
  - Boxeo (1): 1938 (ex-equo con Catholic University Cardinals y West Virginia Mountaineers)
- Femeninos (12)
  - Lacrosse  (3): 1991, 1993, 2004
  - Campo a través (2): 1981, 1982
  - Remo (2): 2010, 2012
  - Natación (5): 2021, 2022, 2023, 2024, 2025